# SEIGO
SEIGO（せいご、1965年3月15日 - ）は、日本の俳優&民謡歌手及びドラム奏者。身長168cm、体重63kg。血液型はB型。東京都新宿区出身。

## 来歴
東京都新宿区歌舞伎町で産まれ、1歳から5歳まで母方の故郷、沖縄県久米島で育ち、5歳から再び歌舞伎町へ戻る。父方は代々鹿児島の霧島にて示現流の殿（しんがり＝精鋭部隊）を務めた剣術家の津留一族。母方は沖縄県久米島で400年間に渡り祭事を司った宇久本一族。祖父である宇久本政元は大田昌秀県知事を育てた教育者であり、久米島紬の再生産、配電設備、学校設立、バス運行、観光施設、エビ養殖場等も実現させた。同時に琉球音楽の父と呼ばれる宮良長包と共に「母恋し」の作詞も手掛けた文学者。
幼少期に国立音楽大学打楽器科卒の猪瀬雅治に師事してドラム奏法の基礎を学ぶ。その後は日本の著名歌手への歌唱指導も行ったり、ドラム奏者として数々のグループで活動すると共に日本や中国でドラム奏法の指導も行う。また、日本の俳優学校で演技指導も実施。オリジナル舞台作品（脚本、演出、出演及び演奏）も発表。作詞や作曲、編曲も手掛けたオリジナル音楽作品も多数発表。
小口径ドラムセットの開発を日本のドラムメーカー（CANOPUS）と共に手掛けて世界的なヒット商品になる。
アルミ製ハンドバッグをプロペラと共に手掛ける。

## 資格
- 普通自動車・自動二輪 免許所持
- 空手 黒帯
- 琉球古武道（ヌンチャク・棒術） 黒帯
- キックボクシング（目黒ジム）

## おもな活動歴

### 音楽活動
ニューヨークのCecil Taylorと共に活躍したドラム奏者『Dennis Charles』サックス奏者『Zane Massey』と共演。Dennis Charlesから優れたドラム奏者として『Keep in JAZZ』の遺言を託される。
東京都庁都民広場、新象作家協会35周年式典、東京都美術館、上野恩賜公園にて演奏。
演奏共演者
Dennis Charles、Zane Massey、DJ Krush、井上あずみ、井上信平、里見紀子、坂上忍（OZONE初代リーダー）、金田賢一（CD ボドの物語）他
2016年、新宿区後援にて、映画俳優やジャズ演奏者を招き歌舞伎町の歴史を振り返る作品を執筆して披露。NHK『新日本風土記』で取り上げられた。

### 演奏及び出演情報
- 2016年
  - 12月、海淀外国语实验学校（海淀外国語実験学校）にて交流演奏会を実施、中国のTVニュースでも取り上げられた。
- 2017年
- 5月、日中国交正常化45周年記念として、宮崎駿作品を多数歌唱した「井上あずみ」をゲストに迎え海淀外国语实验学校で演奏。中国国際放送局より発刊の季刊誌「かけはし」掲載。
- 10月、日中映画週間。日中を代表する映画監督やプロデューサーが多数参加したレセプションにてドラムソロ演奏。
- 12月、中国各地から集まる音楽教師達に対する音楽教育に関するセミナー講師として海淀外国语实验学校（海淀外国語実験学校）から招聘されて様々な音楽の歴史解説を交えながら演奏。
- 2018年
  - 4月、相州総鎮守『海南神社』神楽殿にて奉納ドラムソロ。
  - 5月、南房総市『白浜海洋美術館』にて演奏。
  - 7月～11月、北京と天津のジャズクラブで演奏。北京の日本人学校のサマースクールにて指導。北京日本倶楽部主催イベントにて演奏。北京798芸術区音楽学校でドラム指導開始。
  - 11月、奈良県橿原市経済倶楽部30周年式典にて演奏。
- 2019年
  - 2月、北京日本大使館にてドラムソロ披露。
  - 4月、広西チワン族自治区柳州で実施された旧暦3月3日の「壮族3月3日」Samyniend sam「荊花城酔美柳州」全国山歌（民謡）招待試合で沖縄民謡を歌い「最優秀歌唱賞」を受賞。神奈川県三崎市「海南神社」神楽殿にて奉納ドラムソロ。
  - 8月、「2019津宝第5回国際音楽祭及び第5回打楽器大賞」中国全土から集まるドラム奏者の中国最大規模のコンテストの審査員として参加。同会期中にドラムソロも披露して大好評となる。
  - 10月、世界最大規模の楽器ショー「上海楽器ショー」で、中国最大のドラムメーカーブースにて会期中日本人唯一のデモンストレーション演奏者としてドラムソロを披露。
- 2020年
  - 7月、神奈川県三浦市海南神社神楽殿にて疫病退散奉納演奏会を企画運営。著名な音楽家や歌手が多数参加。
  - 7月、中国国内で実施された世界歌謡コンテストにてトップ100に選出された。
  - 8月、中国最大規模の国際民謡歌謡祭に出演して沖縄民謡を歌唱。中国新聞に半生記および日中交流活動の軌跡掲載。

2022.4.27 
かわさきFM
『やばむっちゃ楽しいカワサキシティ』
2022.5.20
中国520イベント
オリジナル作品出展
2022.8.11   
鎌倉FM『木カフェ』
2022.9.5  
SKYWAVE FM 
『Fan×Fun Monday』
2022.10.31  
SKYWAVE FM 
『Fan×Fun Monday』
2022.11.17   
鎌倉FM『木カフェ』
2022.12.18  
多元文化会館
歌唱及び演奏
2023.1.2  
SKYWAVE FM 
『Fan×Fun Monday』
2023.3.6   
SKYWAVE FM 
『Fan×Fun Monday』
2023.3.17
ホテルニューオータニ
歌唱及び演奏
2023.4.23
南房総市国定公園
歌唱及び演奏
2023.9.25
SKYWAVE 
『Fan×Fun Monday』 FM
2023.11.30 
鎌倉FM 『木カフェ』
2023.12.16
多元文化会館
琉球POWER
歌唱及び演奏
2024.3.4 
SKYWAVE FM 
『Fan×Fun Monday』
2024.3.10 
川口市日中友好ふれあいイベント　歌唱及び演奏
2024.4.7
松本市まつもと市民芸術会館
ドラムソロ演奏(ゲスト出演)
2024.4.24
八芳園イベント
歌唱及び演奏
2024.4.28 
南房総
SEIGOES
歌唱及び演奏

### エッセイ
- 自らの半生を取材された内容が毎日新聞「散歩道」に掲載され、毎日新聞年間最優秀賞を受賞。

### ボランティア活動
- 2000年に大ブームとなったキックスケーターの乗り方や転倒時の受け身を指導してロイター、AP通信等を通じ世界166か国へ紹介され、各地にて指導を行うと共に安全基準作成調査研究委員を務めるなどNPO法人日本キックスケーター協会の会長を務める。

### 俳優
俳優として下記の作品に主演及びゲスト出演。
- 映画
  - 松竹富士［Vマドンナ大戦争］
  - 東映［湘南爆走族］
  - にっかつ［妖艶能面地獄］故 団鬼六最期の本編作品として（主演想定して執筆）主演依頼を受け出演。
- テレビ
  - 土曜ワイド劇場 「処刑教師」
- 舞台
  - 東宝現代劇ミュージカル
  - 名古屋名鉄ホール「積み木くずし」（プロデュース 酒井喜一郎、演出 松山善三） - 東宝ミュージカル初の舞台上での楽器演奏披露。

その他、映画テレビ等多数の作品に出演。